# 뽀식이와 꼬마 특공단
"뽀식이와 꼬마 특공단"(Po-sik And The Little Commandos)은 한국에서 제작된 윤덕호 감독의 1991년 가족, SF, 모험, 액션 영화이다. 김유행 등이 주연으로 출연하였다.

## 출연

### 주연
- 김유행
- 이용식

### 조연
- 송정림
- 정철
- 김소정
- 이재포

## 기타
- 원작자: 강원식
- 조명: 정익현
- 녹음: 청맥 녹음실